# Cantonul Royat
Cantonul Royat este un canton din arondismentul Clermont-Ferrand, departamentul Puy-de-Dôme, regiunea Auvergne, Franța.

## Comune
- Chanat-la-Mouteyre
- Durtol
- Nohanent
- Orcines
- Royat (reședință)